# روبرت وايت (دبلوماسي)
روبرت وايت (بالإنجليزية: Robert White)‏ هو دبلوماسي أمريكي، ولد في 21 سبتمبر 1926 في ميلروز في الولايات المتحدة، وتوفي في 13 يناير 2015 في مقاطعة أرلنغتون في الولايات المتحدة بسبب سرطان المثانة.

## وصلات خارجية
- روبرت وايت على موقع إن إن دي بي (الإنجليزية)